# ماركوس يوجين جونز
ماركوس يوجين جونز (1852-1934) (بالإنجليزية: Marcus Eugene Jones)‏ هو عالم نبات أمريكي.